# Beardstown, Illinois
Beardstown là một thành phố thuộc quận Cass, tiểu bang Illinois, Hoa Kỳ. Năm 2010, dân số của thành phố này là 6123 người.

## Dân số
Dân số qua các năm:
- Năm 2000: 5766 người.
- Năm 2010: 6123 người.